# (11533) Akebäck
(11533) Akebäck, désignation internationale (11533) Akeback, est un astéroïde de la ceinture principale.

## Description
(11533) Akeback est un astéroïde de la ceinture principale. Il fut découvert le 1er mars 1992 à La Silla par le programme UESAC. Il présente une orbite caractérisée par un demi-grand axe de 3,00 UA, une excentricité de 0,10 et une inclinaison de 9,7° par rapport à l'écliptique.

## Compléments